# Jtek
Jtek (nebo také J-Tec nebo japonské techno) je žánr elektronické hudby a subžánr techna. Stejně jako mnoho dalších techno žánrů, rozdíl mezi Jtekem a technem hraným v Evropě a USA je více dán geograficky, než stylem hudby samotným, přestože obsahuje pár charakteristických rysů jako jsou klávesy, 'cartoonish-sounding' samply, více BPM a tvrdší proud zvuku, díky němuž můžeme Jtek rozeznat od ostatních žánrů jako je švédské Techno, Wonky Techno, Tech House a německé Techno.

## Umělci
- Ken Išii
- Fumija Tanaka
- Takkjú Išino
- Denki Groove
- Q'Hey
- Takaaki Itó
- Tošijasu Kagami
- Dr. Shingo (aka 'Šingó Šibamoto')
- Akira Išihara
- Akio Jamamoto
- Tanzmusic
- Chester Beatty
- DJ Shufflemaster
- Šin Nišimura
- Captain Funk (aka 'Tacuja Oe')
- DJ Tasaka
- DJ Zank
- Susumu Jokota
- Yamaoka

## Jtekové nahrávací společnosti
Jedna z největších a nejznámějších je Sublime Records, založena mimo Tokio, a její dceřiná nahrávací společnost Real Musiq a Sublime UK. Dalšími japonskými labely nahrávajícími Jtek jsou Subvoice Electronic Music, Frogman Records, Loopa a Ki/Oon Records. Další Jtekekové labely mimo Japonsko jsou Exceptional and Kazumi.